# Alderac Entertainment Group
 (avril 2016).
Pour les articles homonymes, voir AEG.
Alderac Entertainment Group (AEG) est un éditeur de jeux de rôle et de jeux de cartes à jouer et à collectionner américain.
Les produits sont :
- Jeux de carte à jouer et à collectionner
  - Initial D (course de voitures)
  - HumAliens
  - Warlord: Saga of the Storm
  - Legend of the Five Rings (Le Livre des cinq anneaux)
  - Thunderstone
- Jeux de rôle
  - Le Livre des cinq anneaux (Legend of the Five Rings), Origins Award  jeu de rôle 1997
  - Les Secrets de la septième mer (7th Sea) et Swashbuckling Adventures (d20 system), Origins Award  jeu de rôle 1999
  - Les légendes des terres brûlées (Legend of the Burning Sands), 2008
  - Brave New World
  - Stargate SG-1 (d'après la série télévisée)
  - Warlords of the Accordlands (d20 system, d'après le jeu de cartes Warlord: Saga of the Storm)
  - Farscape (d20 system)
  - Spycraft (d20 system)
  - Shadowforce Archer

Il édite également divers suppléments pour le d20 system.